# Wilfried Willer
Wilfried Willer (* 2. Februar 1931 in Edigheim bei Ludwigshafen am Rhein) ist ein deutscher Biologe und wissenschaftlicher Bibliothekar.

## Werdegang
Wilfried Willer studierte an der Universität Heidelberg Biologie, Chemie, Physik und Philosophie. 1960 legte er am Zoologischen Institut der Universität Heidelberg seine Promotion zu Untersuchungen über morphologische Rechts-Links-Differenzierungen an Schabentegmina ab. Von 1965 bis 1993 war er an der Universitätsbibliothek Heidelberg als wissenschaftlicher Bibliothekar tätig.
In den 1950er und 1960er Jahren veröffentlichte Willer mehrere Beiträge zu ornithologischen Beobachtungen in der Pfalz, u. a. „Zwergmöwen und Säbelschnäbler am Roxheimer Altrhein“, „Brut der Weidenmeise bei Neustadt“, „Merlin und Schwarzhalstaucher bei Neustadt“ oder „Funddaten der im Pollichia-Museum, Bad Dürkheim, aufgestellten Blauracken“. Gemeinsam mit Günter Groh und Kurt Vielhauer publizierte er eine Liste der Vögel von Neustadt an der Weinstraße.
Auch schrieb er Kurzbiographien über die Naturforscher Robert Lauterborn, Ernst Herzog und Otto Bütschli. Außerdem gab er die Selbstbiographie des Chirurgen Vincenz Czerny heraus.
Weiterhin befasste Willer sich mit Aspekten der Geschichte des Bibliothekswesens. Wilfried Willer lebt in Heidelberg und ist beim NABU aktiv.